# Ферт, Питер
Пи́тер Ферт (англ. Peter Firth; род. 27 октября 1953, Брадфорд, Уэст-Йоркшир, Англия, Великобритания) — английский актёр.

## Начало карьеры
В начале 1970-х Питер Ферт стал одним из самых известных юных актёров Великобритании благодаря крупным ролям в подростковых сериалах The Flaxton Boys и Here Come the Double Deckers!, где он исполнил роли, соответственно, Арчи Викса и Скупера, лидера дружеской компании.
В июле 1973 года поступил в Королевский национальный театр, получив главную роль, проходящего лечение у психиатра подростка Алана Стрэнга, в спектакле по пьесе Питера Шеффера «Эквус». В октябре 1974 года он повторил эту роль на Бродвее, за что был номинирован на премию «Тони».
Первая главная роль, в которой он играл уже не подростка, а взрослого человека, была в телефильме 1976 года Портрет Дориана Грея, поставленного по одноимённому роману Оскара Уайльда из цикла BBC Play of the Month. Партнёрами Ферта по фильму были Джереми Бретт и Джон Гилгуд, а сценарий написал Джон Осборн. В том же году состоялась премьера кинофильма «Асы в небе», где он исполнил роль неопытного пилота Королевского лётного корпуса лейтенанта Стивена Крофта.
В 1977 году Ферт сыграл заглавного персонажа в неудачной экранизации романа Генри Филдинга «История приключений Джозефа Эндруса и его друга Абраама Адамса», поставленной Тони Ричардсоном. В том же году снялся вместе с Ричардом Бёртоном в киноверсии пьесы «Эквус». Фильм получил средние сборы в кинотеатрах, но зато принёс Ферту премию «Золотой глобус» как лучшему актёру второго плана и номинацию на «Оскар» в этой же категории. Через два года последовала работа в фильме Романа Полански «Тэсс».
В мае 1981 года появился на Бродвее в роли Моцарта в спектакле по новой пьесе Питера Шеффера «Амадей», придя на замену Тимоти Карри. Шеффер предложил Ферту играть эту пьесу в Лондоне, но из-за занятости в кино ему пришлось отказаться.

## Фильмы
Среди других его работ в кино есть такие фильмы, как When You Comin' Back, Red Ryder?  (1979), «Жизненная сила» (1985), «Письмо Брежневу» (1985), «Нортенгерское аббатство» (1986, роль Генри Тилни), «Охота за „Красным октябрём“» (1990), «Амистад» (1997), «Пёрл-Харбор» (2001) и «Триумф» (2005, роль Альфреда Хармсворта).

## Телевидение
Параллельно работая в кино, Питер Ферт продолжал появляться и на телевидении. Он снялся в двух научно-фантастических эпизодах телевизионного альманаха Play for Today, сыграв путешественника во времени Доминика Хайда в сериях The Flipside of Dominick Hide (1980) и Another Flip for Dominick (1982). В 1994 году исполнил роль доктора Рэдклиффа в сериале «Биение сердца».
С 2002 года играет роль офицера MI5 Гарри Пирса в популярном британском шпионском сериале «Призраки». Также снялся в роли Фреда Хойла в телефильме Hawking, рассказывающем о начале карьеры известного британского учёного Стивена Хокинга. В 2011 году появился в трёх частях телесаги South Riding. Ферт снимался и на канадском и американском телевидении, исполнив роли в сериалах «Закон и порядок: Специальный корпус» и «Вспомнить всё 2070», а также в телефильме «Происшествие» с Уолтером Маттау.

## Аудиокниги
Ферт также принимал участие в записях аудиокниг.Он озвучил такие романы, как «Регенерация», «Глаз в двери» и «Дорога призраков» Пэт Баркер, «Морис» Эдварда Моргана Форстера, «О дивный новый мир» Олдос Леонард Хаксли, «Птичья песня» Себастьяна Фолкса, «Тэсс из рода д’Эрбервиллей» Томаса Харди.

## Личная жизнь
Питер Ферт родился в Брадфорде, Уэст-Йоркшир, Англия, в семье Мэвис (урождённая Хадсон) и Эрика Макинтоша Фертов. 17 июля 2009 года удостоен почётной степени доктора словесности Брэдфордского университета.

## Избранная фильмография
| Год       |    | Русское название                       | Оригинальное название                        | Роль                                                        |
| --------- | -- | -------------------------------------- | -------------------------------------------- | ----------------------------------------------------------- |
| 1976      | ф  | Асы в небе                             | Aces High                                    | лейтенант Стивен Крофт                                      |
| 1977      | ф  | Джозеф Эндрюс                          | Joseph Andrews                               | Джозеф Эндрюс                                               |
| 1977      | ф  | Эквус                                  | Equus                                        | Алан Стрэнг                                                 |
| 1979      | ф  |                                        | When You Comin' Back, Red Ryder?             | Стивен Райдер                                               |
| 1979      | ф  | Тэсс                                   | Tess                                         | Клэр Энджел                                                 |
| 1985      | ф  | Жизненная сила                         | Lifeforce                                    | полковник Колин Кейн                                        |
| 1985      | ф  | Письмо Брежневу                        | Letter to Brezhnev                           | Пётр                                                        |
| 1986      | тф | Нортенгерское аббатство                | Northanger Abbey                             | Генри Тилни                                                 |
| 1990      | ф  | Авария                                 | Burndown                                     | Джейк Стерн                                                 |
| 1990      | ф  | Охота за «Красным октябрём»            | The Hunt for Red October                     | Иван Путин                                                  |
| 1993      | ф  | Страна теней                           | Shadowlands                                  | доктор Крэйг                                                |
| 1994      | ф  | Белый ангел                            | White Angel                                  | Лесли Стеклер                                               |
| 1994      | с  | Горец                                  | Highlander: The Series                       | Артур Дрейк                                                 |
| 1994      | с  | Биение сердца                          | Heartbeat                                    | доктор Джеймс Рэдклифф                                      |
| 1995      | ф  | Ужасно большое приключение             | An Awfully Big Adventure                     | Банни                                                       |
| 1997      | ф  | Война Гастона                          | Gaston's War                                 | майор Смит                                                  |
| 1997      | ф  | Амистад                                | Amistád                                      | капитан Фицджеральд, командир британского патрульного судна |
| 1998      | ф  | Могучий Джо Янг                        | Mighty Joe Young                             | Гарт                                                        |
| 1999      | с  | Вспомнить всё 2070                     | Total Recall 2070                            | Винсент Нэджл                                               |
| 1999      | ф  | Фактор холода                          | Chill Factor                                 | полковник Эндрю Бриннер                                     |
| 2001      | ф  | Пёрл-Харбор                            | Pearl Harbor                                 | капитан Мервин Беннион                                      |
| 2002—2011 | с  | Призраки                               | Spooks                                       | Гарри Пирс                                                  |
| 2004      | тф | Хокинг                                 | Hawking                                      | сэр Фред Хойл                                               |
| 2005      | ф  | Триумф                                 | The Greatest Game Ever Played                | Альфред Хармсворт, 1-й виконт Нортклифф                     |
| 2005      | с  | Закон и порядок: Специальный корпус    | Law & Order: Special Victims Unit            | доктор Престон Блэр                                         |
| 2006      | с  | Древний Рим: Расцвет и падение империи | Ancient Rome: The Rise and Fall of an Empire | Веспасиан                                                   |
| 2011      | с  |                                        | South Riding                                 | Энтони Снайт                                                |
| 2013      | с  | Праздник мая                           | Mayday                                       | Малкольм Спайсер                                            |
| 2015      | ф  | Воскресение Христа                     | Clavius                                      | Понтий Пилат                                                |
| 2015      | с  | Диккенсиана                            | Dickensian                                   | Джейкоб Марли                                               |
| 2016      | с  | Виктория                               | Victoria                                     | герцог Камберленд                                           |